# Claude Morgan (chanteur)
Pour les articles homonymes, voir Claude Morgan (homonymie) et Morgan.
Claude Morgan, né Claude Ganem en 1947 à Sousse en Tunisie, est un auteur-compositeur et chanteur français.

## Biographie
Il commence sa carrière comme chanteur en 1967 chez Barclay. En 1968, ce dernier connait d’ailleurs un succès d’estime avec « Barbara, Barbarella », une chanson de son deuxième super-45 tours. Une douzaine de singles suivront chez Barclay puis CBS. Malheureusement, bien avant que le dernier ne sorte en 1978, un accident de voiture prive ce guitariste de l’usage d’une de ses mains et le chanteur doit se résoudre à composer et écrire dans l’ombre. Si, dans les sixties, Claude Morgan a déjà signé des titres mineurs pour Frank Alamo, c’est en 1973 qu’il aligne quelques tubes.
En effet, il compose la chanson Tu te reconnaîtras, interprétée par Anne-Marie David. Cette chanson remporte le prix du Concours Eurovision de l'année 1973.
La même année, il compose deux autres succès : Hasta Luegopour Hugues Aufray ainsi que l'instrumental  Slag Solution.
Puis en 1974, il signe la musique de  Quelque chose et moi  pour Gérard Lenorman et La maison est en ruine pour Michel Delpech. Ce titre n' a pas connu de succès en France mais a pris un beau chemin au Japon en 1980 où il se classe dans le top 100 Oricon . Cette chanson y sera reprise comme un hymne national lors du tsunami de Tokyo en 2011.
1974 est également l'année de sortie de l'album "Le Mal Aimé" de Claude François où il compose l'un des titres y figurant : C'est toujours le même refrain.
En 1975, Claude Morgan compose une série de chansons à succès : Melisa pour Enrico Macias, Tu me fais planerpour Michel Delpech, mais surtout El Bimbo pour le groupe de pop Bimbo Jet qu'il créé avec Laurent Rossi, avec qui il lance quelques instrumentaux dont aussi La Balanga.
El Bimbo devient un tube mondial. La chanson est utilisée dans le film américain Police Academy, sorti en 1984, dans une version jouée par Jean-Marc Dompierre et son orchestre, spécialement pour le film dans les scènes du bar gay, Blue Oyster Bar. Il en existe aujourd'hui plus de 444 versions dans le monde. Un article du Musée de la Sacem lui a été dédié .
En 1977 il écrit pour Enrico Macias  Il est comme le soleilet enchaine les titres jusqu'en 1980 pour Karen Cheryl dont trois de ses plus gros succès :  Si... , Sing to me Mama et La Marche des machos .
En 1980, il compose un des plus gros succès d'Enrico Macias : " Le mendiant de l'amour".
Dans les années 2000, il réalise et produit le premier album d' Arielle Dombasle: Liberta en 2000   puis plusieurs des titres de son deuxième album Extase en 2002 , tous deux disque d'or.
En 2013, il compose l'album  Dolly Bibble (et la plus belle histoire du monde) , un conte musical pour enfants multi-interprété par Natasha Saint Pier, Mikelangelo Locomte, Tom Novembre, Hugues Aufray, Philippe Lavil, Lenou, Michel Delpech, Smain, Jérôme Anthony, Herbert Leonard, Dave, Déborah Morgan, Amaury Vassili, Manolo, Camille Donda.
En 2019, il compose pour Dave le single  La fille aux deux papas, extrait de son dernier album  Souviens-toi d'aimer . 
En 2022 et 2024, il co-écrit la musique des films Maison de retraite de Thomas Gilou et Maison de retraite 2 de Claude Zidi Junior.
Discographie (chanteur)
- Paroles de Mya Simille & Michel Delancray, musique de Claude Morgan
  - Barbara, Barbarella.
  - Approchez-vous.
  - Viens le temps d'une danse.
  - Bonjour chez moi.
  - Tes yeux.
  - Va, va, va-t-en.
  - Viens dans ce monde merveilleux.
  - Sur le toboggan
  - Château de sable.
  - Un garçon à Paris.
- Paroles de Michel Jourdan, musique de Claude Morgan
  - Ce n'est rien, la fin d'un amour.
  - 24 heures par jour.
  - Hollywood city.
- Paroles de Pierre Delanoé, musique de Claude Morgan
  - Mon amour.
  - Au 40e sur le toit.
- Paroles de Vline Buggy, musique de Claude Morgan
  - Chagrin d'amour.
  - Les bêtises.
  - La vie et moi.
  - Regarde-moi.
- Paroles de Jean-Michel Rivat, musique de Claude Morgan
  - Loin d'Alice.
  - Le shérif qui danse.
  - Madone Divadonna (collaboration supplémentaire avec le parolier Frank Thomas).
- L'enfant et le fusil (paroles de Mya Simille & Michel Delancray, musique de Guy Magenta).
- Jouez les orgues (paroles de Mya Simille & Michel Delancray, musique de Michel Sorel).
- Quand Lolita viendra (paroles de Mya Simille & Michel Delancray, musique de J. Walter & Claude Morgan).
- Veronica tchao (paroles de Frank Gerard, musique de Claude Morgan).
- Pardonne à la vie Pardonna Bambina (paroles de Philippe Chatel, musique de Maurizio Vandelli).
- À la fin de notre amour (paroles de Ralph Bernet, musique de Claude Morgan).